# Dendrobium kingianum
Dendrobium kingianum är en orkidéart som beskrevs av Bidwill och John Lindley. Dendrobium kingianum ingår i släktet Dendrobium, och familjen orkidéer.

## Underarter
Arten delas in i följande underarter:
- D. k. carnarvonense
- D. k. kingianum
- D. k. pulcherrimum

## Bildgalleri

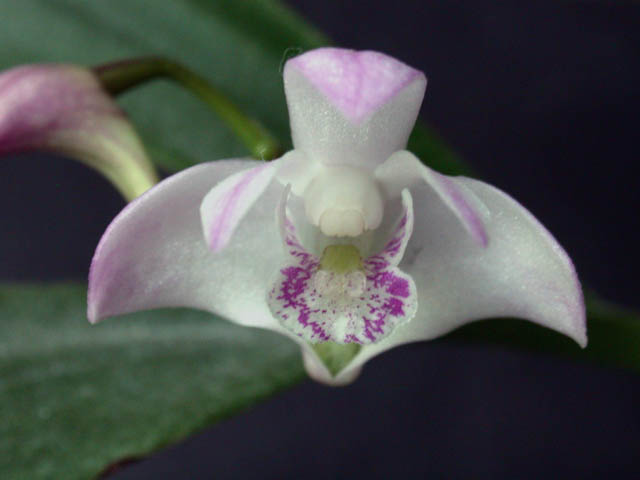
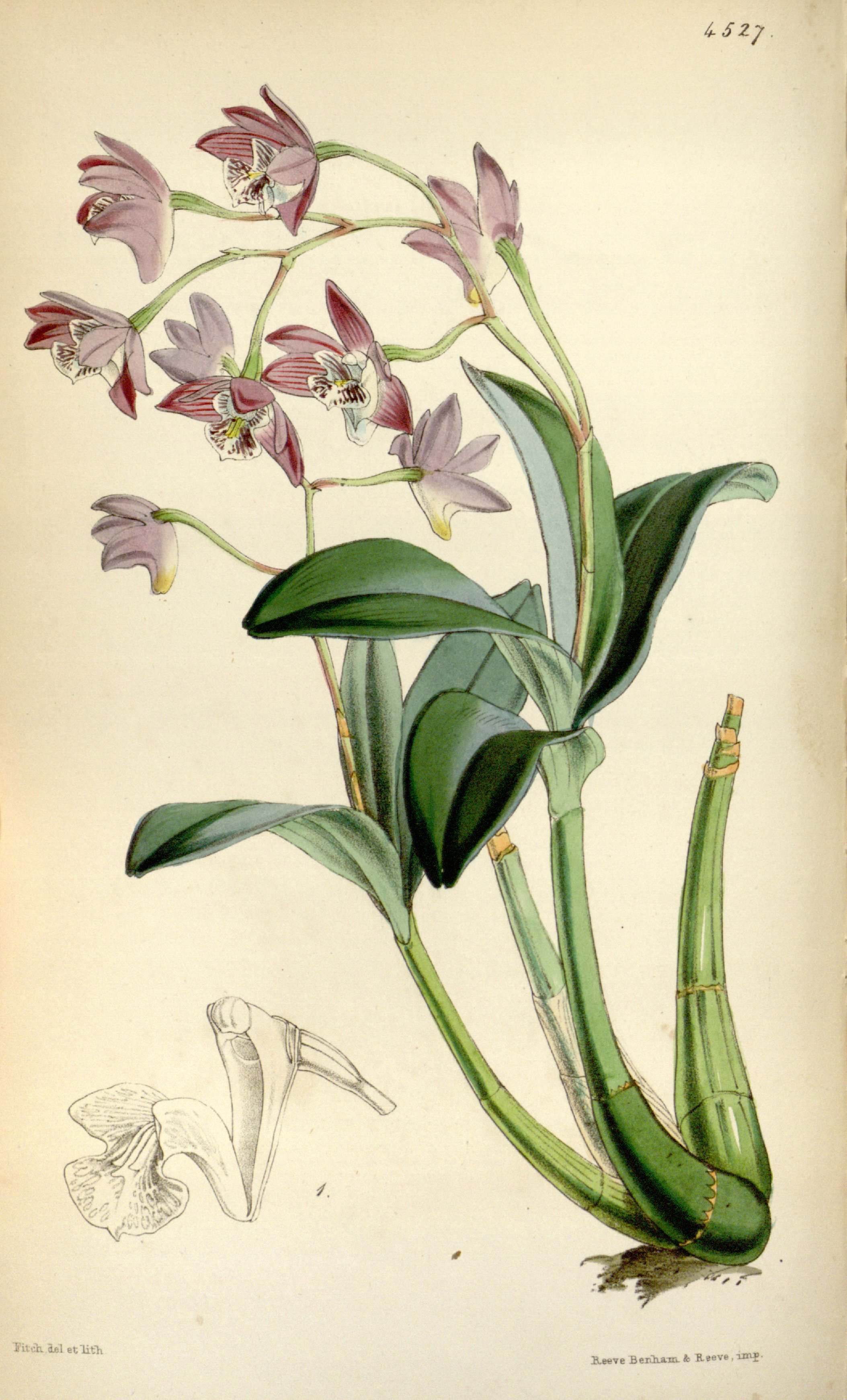
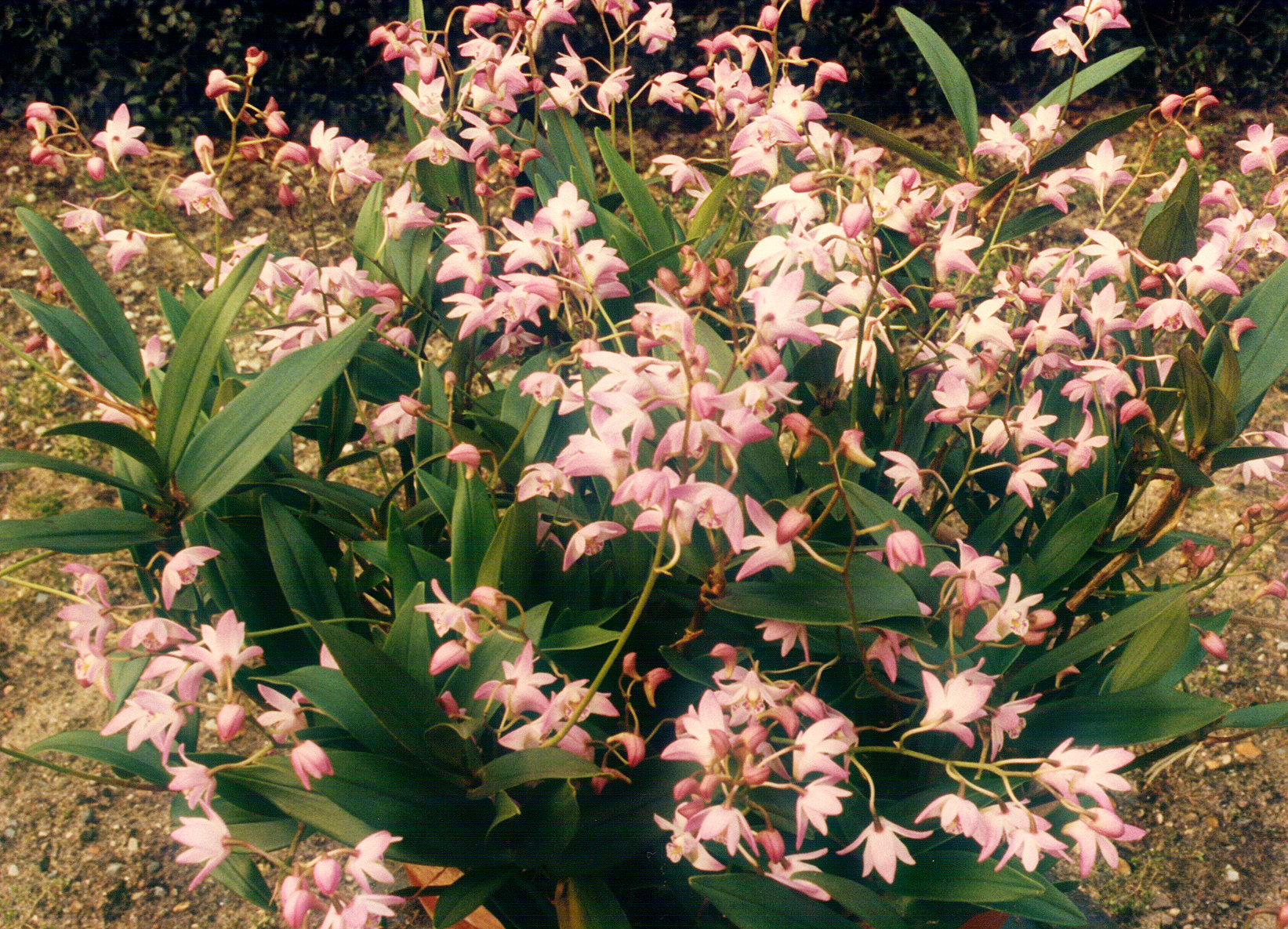
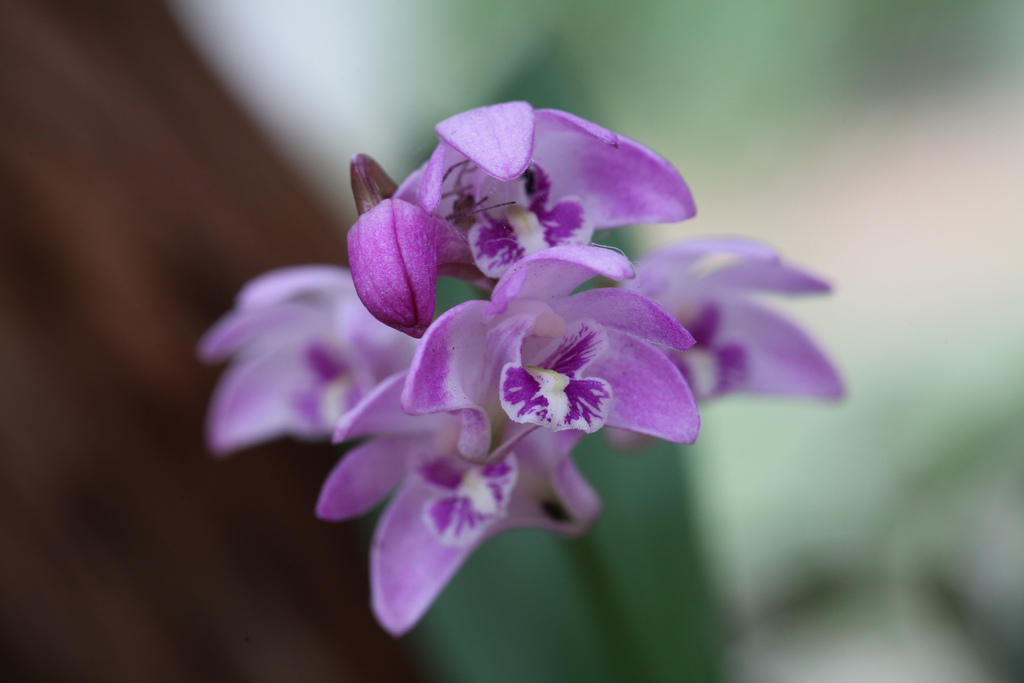
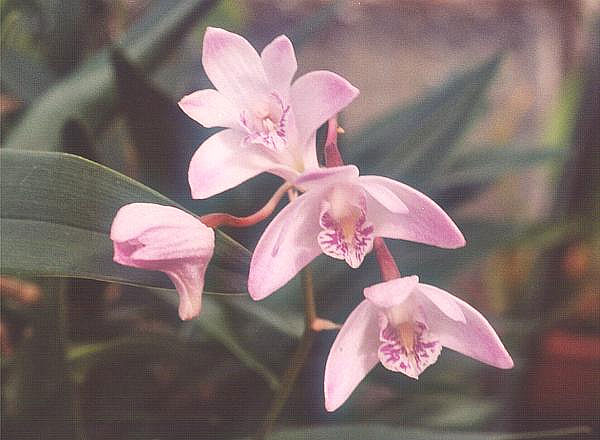
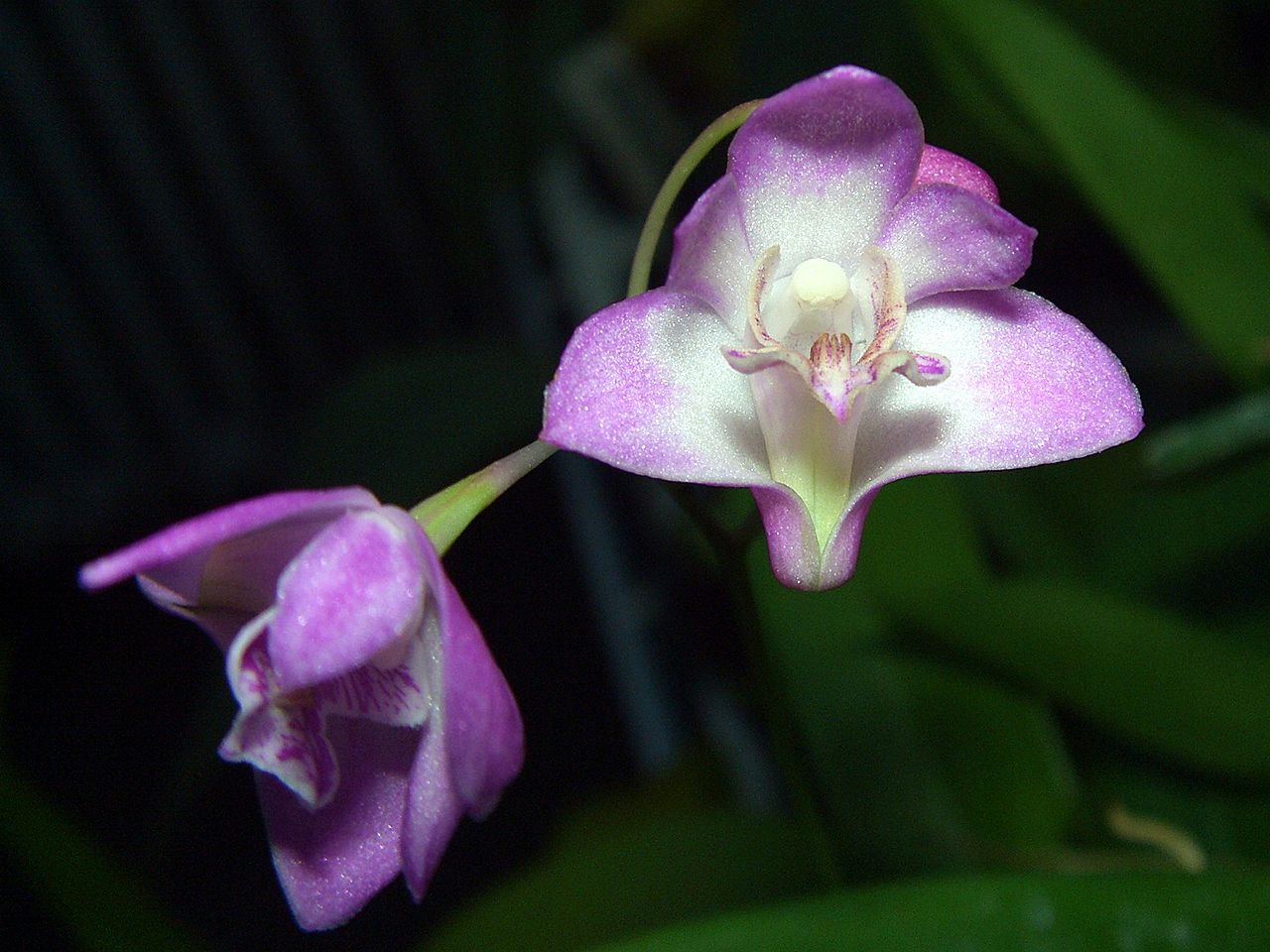